# Wojciech Hausner
Wojciech Zbigniew Hausner (ur. 14 stycznia 1957 w Krakowie) – polski polityk, nauczyciel, historyk, samorządowiec, poseł na Sejm III kadencji, w latach 1993–1995 przewodniczący ZHR.

## Życiorys

### Rodzina i wykształcenie
Jego przodkowie przybyli na ziemie polskie do wsi Tarnawiec w okolice Leżajska z południowych Niemiec w latach 80. XVIII wieku w ramach akcji osadniczej prowadzonej przez cesarza Austrii Józefa II. Jego dziadek, Albin Hausner, był porucznikiem Armii Krajowej, zginął w obozie Auschwitz-Birkenau.
Wojciech Hausner ukończył Szkołę Podstawową nr 100 w Nowej Hucie i XII Liceum Ogólnokształcące im. Cypriana Kamila Norwida w Krakowie. Studiował prawo na Uniwersytecie Jagiellońskim (1977–1980), ekonomię i organizację obrotu towarowego i usług na Akademii Ekonomicznej w Krakowie (1981–1982). Ukończył historię w Wyższej Szkole Pedagogicznej w Krakowie (1984–1989), broniąc pracy magisterskiej zatytułowanej Geneza i początki skautingu w Krakowie na tle organizacji niepodległościowych młodzieży gimnazjalnej w latach 1907–1912. Podczas studiów prawniczych był członkiem koła naukowego Towarzystwa Biblioteki Słuchaczów Prawa UJ.
Publikował artykuły poświęcone sprawom wychowania, postaw wychowawców, rodziny i historii na łamach czasopism harcerskich oraz m.in. „Tygodnika Małopolska”. „Wychowawcy”. „Ładu”. „Tygodnika AWS”. „Sprawy Polskiej”. Wydał 4 publikacje książkowe poświęcone wychowaniu i historii ruchu harcerskiego.
Żonaty (żona Mariola), ma czworo dzieci Annę, Jana, Katarzynę i Franciszka.

### Działalność zawodowa i społeczna
Pracę zawodową rozpoczął w 1982 jako zaopatrzeniowiec w BSiPH Biprostal. Następnie w latach 1982–1984 odbył zasadniczą służbę wojskową jako radiotelegrafista i dowódca drużyny w jednostkach wojsk lotniczych w Mrągowie i – w stopniu kaprala – Leźnicy Wielkiej. W 1986 został zatrudniony w Młodzieżowym Domu Kultury w Krakowie, najpierw na stanowisku instruktora-nauczyciela, potem kierownika działu imprez i kierownika działu naukowego. Równocześnie od 1987 pracował jako nauczyciel historii w Szkole Podstawowej nr 50 im. Włodzimierza Tetmajera. W latach 1994–1997 był przewodniczącym rady tej szkoły.
W 1994 zasiadał w komitecie organizacyjnym obchodów jubileuszu 700-lecia lokacji Bronowic, przewodniczył zespołowi do spraw organizacji jubileuszu w szkołach. Kieruje zespołem redakcyjnym „Bronowickich Zeszytów Historyczno-Literackich”. Od 1995 działa w Towarzystwie Przyjaciół Bronowic. W latach 1995–1998 zasiadał w Wojewódzkim Komitecie Ochrony Pamięci, Walki i Męczeństwa, od 1999 należy do małopolskiego komitetu. Był przewodniczącym jury drugiej i trzeciej edycji krakowskiej Samorządowego Konkursu Nastolatków „8 Wspaniałych” (1996 i 1997). W 2000 wszedł w skład Honorowego Komitetu Ratowania Kopca Kościuszki.

### Harcerstwo
W 1971 wstąpił do ZHP. Prowadził drużyny w Szkole Podstawowej nr 100 i nr 83 w Nowej Hucie. Pod koniec lat 70. związał się z jednym ze szczepów wywodzących się z 5 Krakowskiej Drużyny Harcerzy. W hufcu ZHP Kraków-Krowodrza zdobył w 1982 stopień harcmistrza.
W latach 1984–1989 był członkiem niejawnego (początkowo), działającego wewnątrz Związku Harcerstwa Polskiego, Ruchu Harcerstwa Rzeczypospolitej. Współpracował z kierowanym przez bp. Kazimierza Górnego Krajowym Duszpasterstwem Harcerek i Harcerzy. W latach 1985–1987 był członkiem redakcji, a w latach 1987–1994 redaktorem naczelnym wychodzącego pierwotnie poza cenzurą ogólnopolskiego pisma „Czuwajmy”.
W 1987 współorganizował harcerską „Białą Służbę” podczas III Pielgrzymki Jana Pawła II do Polski. W 1988 podpisał „List otwarty do społeczeństwa polskiego” w sprawie wychowania harcerskiego i uczestniczył w IV Światowym Zlocie Harcerstwa na emigracji w USA, gdzie był autorem wystawy o Niezależnym Ruchu Harcerskim. W latach 1988–1989 był komendantem hufca ZHP Kraków-Krowodrza.
Od 1989 był kolejno naczelnikiem harcerzy (do 1990) i przewodniczącym Związku Harcerstwa Polskiego rok założenia 1918 (do 1992). Po zjednoczeniu z ZHR w latach 1993–1995 zajmował stanowisko przewodniczącego, następnie do 1997 wiceprzewodniczącego związku. Od 1995 do 1998 był zastępcą sekretarza generalnego Federacji Harcerstwa Polskiego.
22 maja 2005 zasiadł w kapitule Krzyża Honorowego Związku Harcerstwa Rzeczypospolitej. W latach 2008–2010 był członkiem Naczelnictwa Związku Harcerstwa Rzeczypospolitej, a później członkiem Rady Naczelnej ZHR.

### Działalność polityczna
W 1981 wstąpił do Niezależnego Zrzeszenia Studentów Akademii Ekonomicznej w Krakowie. Uczestniczył w strajku studenckim w lutym 1981. Po wprowadzeniu stanu wojennego przez kilka miesięcy zaangażował się w kolportaż wydawnictw podziemnych. W latach 1989–1990 był przewodniczącym koła NSZZ „Solidarność” w Szkole Podstawowej nr 50.
W 1991 został członkiem Zjednoczenia Chrześcijańsko-Narodowego, zasiadał we władzach regionalnych tej partii (m.in. jako wiceprzewodniczący). W latach 1998–1999 był wiceprzewodniczącym rady naczelnej, a od lipca 1999 do 2003 członkiem zarządu głównego ZChN. Był także pełnomocnikiem małopolskim i wiceprzewodniczącym regionalnej Akcji Wyborczej Solidarność.
W latach 1994–1998 był członkiem Komisji Edukacji i Kultury Fizycznej Rady Miasta Krakowa spoza rady. W 1997 z listy krajowej AWS został posłem III kadencji. Jego kandydaturę (poza macierzystym ZChN) rekomendowało Naczelnictwo ZHR. W Sejmie działał w zespole chrześcijańsko-narodowym (w ramach Klubu Parlamentarnego AWS), w utworzonym z inicjatywy Kazimierza Ujazdowskiego zespole „Edukacja Jutra” oraz w Parlamentarnym Zespole Przyjaciół Harcerstwa. Był wiceprzewodniczącym sejmowej Komisji Mniejszości Narodowych i Etnicznych oraz od kwietnia 1998 członkiem Komisji Edukacji, Nauki i Młodzieży. W 1998 został przewodniczącym podkomisji zajmującej się projektem uchwały o sytuacji młodego pokolenia i członkiem podkomisji nadzwyczajnej pracującej nad projektami ustaw dotyczących języka polskiego. Należał do polsko-ukraińskiej grupy bilateralnej oraz parlamentarnego zespołu polsko-czeczeńskiego. W 1999 został przez Jerzego Buzka powołany do Rady Służby Cywilnej, w której zasiadał do 2002.
W 2001 kandydując z listy Akcji Wyborczej Solidarność Prawicy, nie uzyskał ponownie mandatu. Rok później z listy Prawa i Sprawiedliwości bezskutecznie ubiegał się o mandat radnego Krakowa. Został natomiast radnym Dzielnicy VI Miasta Krakowa, zdobywając ten mandat w wyborach większościowych z rekomendacji Towarzystwa Przyjaciół Bronowic. W 2004 wystąpił z ZChN, a w 2005 wstąpił do PiS. W 2006 wybrano go z listy tej partii do krakowskiej rady miejskiej, w 2010 nie uzyskał reelekcji.

## Odznaczenia
- Krzyż Kawalerski Orderu Odrodzenia Polski (2014)[5]
- Krzyż Wolności i Solidarności (2016)[6]